# Station Wielichowo
Station Wielichowo is een spoorwegstation in de Poolse plaats Wielichowo.